# Retrospekcja. koncert. Kraków
retrospekcja. koncert. Kraków – koncertowy album Stanisława Sojki, Janusza Iwańskiego oraz grupy Tie Break.
Album w części "retrospekcja" zawiera zapis koncertu, jaki odbył się 24 kwietnia 1994 w studiu koncertowym TVP Kraków w Łęgu. Dwa ostatnie utwory, stanowiące część "deser", pochodzą z nagrań dokonanych w studiu Sonus w Łomiankach k. Warszawy i zostały zarejestrowane 3 i 4 listopada tego samego roku.

## Lista utworów
| 1.  | "Intro"                        | 0:45    |
|     | muz. S. Sojka                  |         |
| 2.  | "Cud niepamięci"               | 4:29    |
|     | muz. i sł. S. Sojka            |         |
| 3.  | "Play it again"                | 5:18    |
|     | muz. i sł. S. Sojka            |         |
| 4.  | "Czas nas uczy pogody"         | 3:36    |
|     | muz. K. Dębski, sł. J. Cygan   |         |
| 5.  | "Niech całują cię moje oczy"   | 4:30    |
|     | muz. i sł. S. Sojka            |         |
| 6.  | "Hard to part"                 | 5:04    |
|     | muz. S. Sojka, sł. R. Lyng     |         |
| 7.  | "Kiedy jesteś taka bliska"     | 5:05    |
|     | muz. i sł. S. Sojka            |         |
| 8.  | "I never felt this way before" | 7:32    |
|     | muz. S. Sojka, sł. L. Watts    |         |
| 9.  | "Absolutnie nic"               | 4:21    |
|     | muz. i sł. S. Sojka            |         |
| 10. | "Niebo oczekiwanie nasze"      | 5:20    |
|     | muz. i sł. S. Sojka            |         |
| 11. | "Tolerancja"                   | 4:25    |
|     | muz. i sł. S. Sojka            |         |
| 12. | "Fa na na na"                  | 6:40    |
|     | muz. i sł. S. Sojka            |         |
| 13. | "Radical Graża" (instrumental) | 3:38    |
|     | muz. S. Sojka                  |         |
| 14. | "Są na tym świecie rzeczy"     | 3:32    |
|     | muz. i sł. S. Sojka            |         |
| 15. | "Twój ja jestem Twój"          | 4:45    |
|     | muz. i sł. S. Sojka            |         |
|     |                                | 1:09:00 |
|     |                                |         |

## Muzycy
- Stanisław Sojka – śpiew, fortepian, gitara akustyczna
- Janusz Yanina Iwański – gitara akustyczna i elektryczna
- Mateusz Pospieszalski – saksofon altowy, flet prosty, harmonijka
- Antoni Ziut Gralak – trąbka
- Marcin Pospieszalski – kontrabas, gitara basowa
- Amadeusz Kuba Majerczyk – perkusja
- Piotr Wolski – instrumenty perkusyjne